# (33263) Willhutch
(33263) Willhutch est un astéroïde de la ceinture principale.

## Description
(33263) Willhutch est un astéroïde de la ceinture principale. Il fut découvert le 21 avril 1998 à Socorro (Nouveau-Mexique) par le projet LINEAR. Il présente une orbite caractérisée par un demi-grand axe de 2,93 UA, une excentricité de 0,07 et une inclinaison de 2,8° par rapport à l'écliptique.